# Páramo Leonês

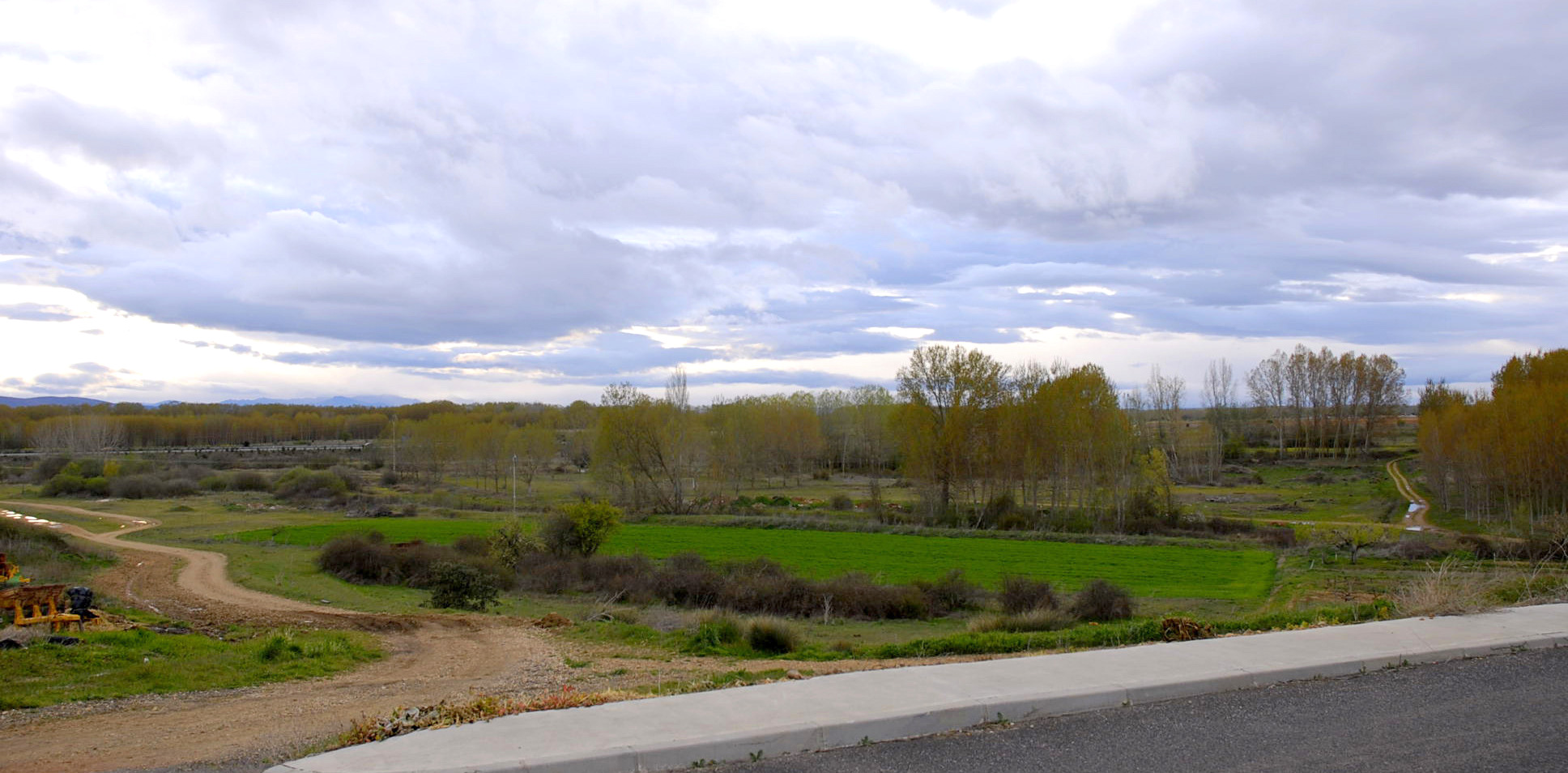
Paisagem de transição entre a planície do Páramo e o vale do Órbigo, no município de Roperuelos del Páramo, em maio de 2008. Ao fundo avistam-se os montes de Leão.

O Páramo Leonês ("Charneca Leonesa"; em castelhano: Páramo Leonés, também conhecido como El Páramo) é uma comarca tradicional, sem expressão administrativa atualmente, e região geográfica e cultural na parte ocidental da comunidade autónoma de Castela e Leão, Espanha. A maior parte do seu território faz parte da província de Leão, mas a sul entra alguns quilómetros na província de Zamora. Tem 861,43 km² e em 2017 tinha 16 305 habitantes (densidade: 18,9 hab./km²). A sua capital é Santa María del Páramo
Tem os seus limites bem definidos, entre as veigas dos rios Esla e Órbigo, desde os primeiros contrafortes da cordilheira Cantábrica, a norte, até à confluência desses dois rios perto de Benavente, a sul. A sua orografia é uma das mais planas de toda a Península Ibérica, gerada por depósitos aluviais do Terciário que praticamente não sofreram erosão nos últimos 25 milhões de anos. Em grande parte da comarca pratica-se agricultura intensiva de regadio, graças à água da barragem de Barrios de Luna, no rio Douro, e do transvase Esla-Órbigo.

## Geografia
| Limites do Páramo Leonês |                     |               |
| Terra de Leão            | Terra de Leão       | Terra de Leão |
| Vale do Órbigo           |                     | Veiga do Esla |
| Vale do Órbigo           | Província de Zamora | Veiga do Esla |

O Páramo Leonês situa-se na metade sul da província de Leão e é delimitado por uma série de acidentes geográficos notáveis. A norte ficam os primeiros contrafortes da cordilheira Cantábrica e a sul as primeiras encostas dos terraços fluviais da confluência entre o Órbigo e o Esla, no limite da província de Zamora. O limite ocidental é definido pelo vale do Órbigo e o oriental pela veiga do Esla.
Orografia e geologia
A comarca é geomorfologicamente uma charneca interfluvial, a maior de Leão e uma das maiores da Península Ibérica. É um planalto com cerca de 50 km de norte a sul e aproximadamente 30 km de leste a oeste. O seu relevo é praticamente horizontal, com cerca de 2% de decline exposto a sudoeste (declive das águas para o Órbigo), exceto na subcomarca de El Valle, cuja exposição é para sudeste e as suas águas vertem para o Esla. A altitude varia entre 780 metros a sul (Páramo Baixo) e os 1 000 m a norte (Páramo Alto).
A origem geológica é do Terciário, entre 7 e 65 milhões atrás. Nessa altura, rios primitivos, que hoje já não existem, arrastaram nos seus leitos toneladas de materiaism que foram enchendo a bacia hidrográfica do Douro até uma altura de aproximadamente 200 metros acima da bacia original. Posteriormente, no Quartenário, foram depositados mais seis a oito metros de materiais.
Na atualidade, os rios foram rasgando a terra e aprofundando os seus leitos, deixando intactas grandes áreas planas e pequenos cerro. Em traços largos, pode dizer-se que o Páramo Leonês é uma dessas planícies que mostram o nível que outrora alcançaram os sedimentos.
Hidrografia e clima
No que diz respeito à rede fluvial, ressalte-se que nenhum rio importante passa pelo Páramo, o que condiciona desde sempre as caraterísticas biológicas e culturais da zona. No entanto, há alguns ribeiros, como o de La Huerga, La Oncina, do Regueral e do Valle de Fontecha, que são os mais importantes.
O clima é do tipo  Clima mediterrânico, se bem que suavizado no verão pela proximidade da cordilheira Cantábrica. A temperatura média anual é cerca de 11,2 °C e a média das mínimas do mês mais frio cerca de -0,2 °C. A precipitação reparte-se, como é habitual no clima mediterrânico continental, de forma muito irregular ao longo do ano, com mínimos no verão e máximos durante a primavera e outono.
A implantação, a partir do início do século XXI, do cultivo intensivo de milho, uma planta com uma elevada taxa de transpiração, tem provocado uma mudança climática notória nas terras de regadio do Páramo, que se traduz num aumento considerável da humidade relativa no verão.

## Subdivisões administrativas
| Subcomarca         | Municípios |
| ------------------ | --- |
| Páramo Alto        | Parte de Bustillo del Páramo, parte de San Pedro Bercianos, Villadangos del Páramo, parte de Chozas de Abajo |
| Páramo Médio       | Parte de Bercianos del Páramo, San Pedro Bercianos, Santa María del Páramo, Urdiales del Páramo, parte de Laguna Dalga |
| Páramo Baixo       | Parte de Bercianos del Páramo, Pobladura de Pelayo García, parte de Villamañán, parte de Laguna Dalga, Zotes del Páramo, Roperuelos del Páramo, parte de Valdefuentes del Páramo, Laguna de Negrillos, La Antigua, Pozuelo del Páramo |
| Arribas del Órbigo | Parte de Bustillo del Páramo, Villazala, parte de Valdefuentes del Páramo, Regueras de Arriba, Cebrones del Río |
| El Valle           | Ardón, parte de Chozas de Abajo, Valdevimbre |

## Arquitetura tradicional

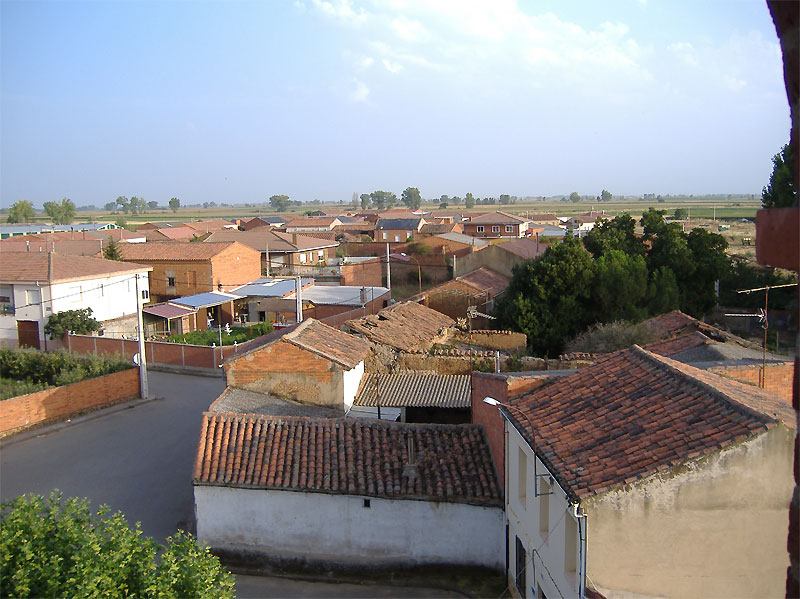
Vista de, no município de Bustillo del Páramo, onde se vêem algumas casas construídas com adobe e taipa

A arquitetura popular paramesa é composta de materiais básicos usados geralmente nas construções tradicionais, que eram os que se encontravam na comarca, que são o barro em forma de adobe, taipa, madeira, palha e seixos.
O adobe, composto por tijolos de barro sem cozedura, seria o mesmo método que a taipa se não fosse ser fabricado com outro tipo de terra, a que é adicionada palha, que serve como elemento de coesão e por ser uma fibra, aumenta a resistência à tração do adobe, à semelhança do que faz o aço no betão. O fabrico do adobe começa escolhendo a terra, msturando-a com água se está pouco húmuda, pisando-a, move-se para que não fique com grumos; seguidamente mistura-se com palaha de centeio ou outra e mete-se a massa num molde retangular de madeira; o molde é depois retirado, para deixar secar o adobe ao sol.
A madeira era usada para os caixilhos das portas e janelas, nas vigas que sustentavam o telhado e no pavimento dos andares superiores. A plaha era usada no adobe e na cobertura dos telhados até ao início do uso de telhas. A palha, usualmente de centeio, devia ser mudada periodicamente, para evitar que apodrecesse, o que originaria goteiras. Os seixos empregavam-se nos pavimentos dos rés de chão e dos pátios.